# Наруто (город)
Наруто (яп. 鳴門市 Наруто-си) — город, расположенный в японской префектуре Токусима.
Площадь города составляет 135,46 км², население — 59 575 человек (1 августа 2014), плотность населения — 439,80 чел./км².
Город основан 15 марта 1947 года.